# Cromato di zinco
Il cromato di zinco (ZnCrO4), è un composto chimico dello zinco contenente l'anione cromato, che si presenta come polvere gialla inodore o cristalli giallo-verdi ma, quando utilizzato per i rivestimenti, vengono spesso aggiunti pigmenti. Viene utilizzato industrialmente nella cromatazione, essendo stato sviluppato dalla Ford Motor Company negli anni '20.

## Produzione

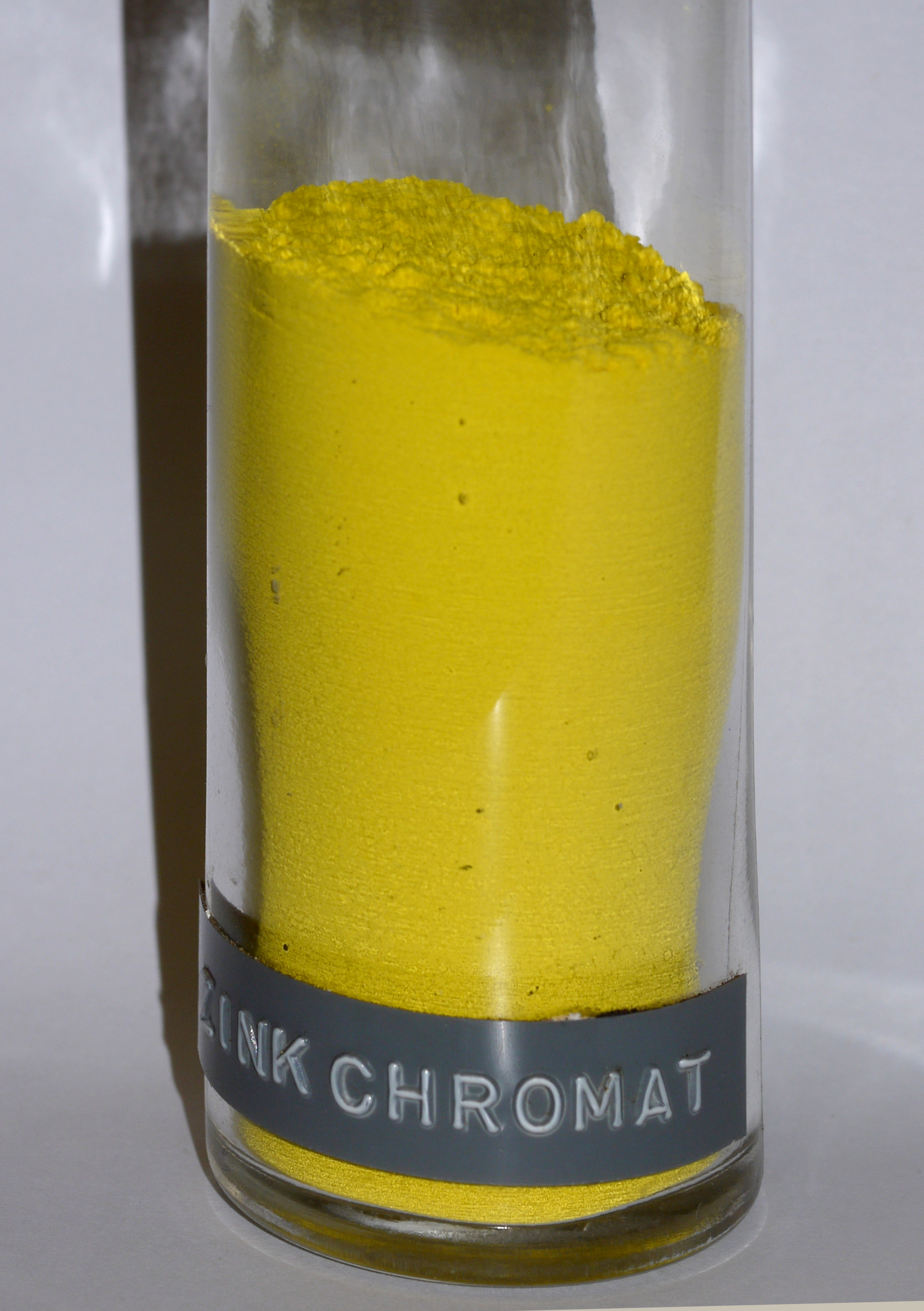
cromato di zinco in polvere

Un processo noto come processo Cronak viene utilizzato per creare cromato di zinco per l'uso industriale. Questo processo viene eseguito mettendo dello zinco o un metallo zincato in una soluzione di dicromato di sodio e acido solforico per alcuni secondi. Il cromato di zinco può anche essere sintetizzato utilizzando cromato di potassio neutro (K2CrO4) e solfato di zinco (ZnSO4), che forma un precipitato:
{\displaystyle {\ce {K2CrO4\ +\ ZnSO4->ZnCrO4\ +\ K2SO4}}}

## Usi
L'uso principale del cromato di zinco è nella verniciatura industriale come rivestimento su materiali in ferro o alluminio. È stato ampiamente utilizzato sugli aerei dalle forze armate statunitensi, specialmente durante gli anni '30 e '40. Viene anche utilizzato in una varietà di rivestimenti di vernice per l'industria aerospaziale e automobilistica. Il suo uso come agente resistente alla corrosione è stato applicato alle parti in lega di alluminio prima negli aerei commerciali e poi in quelli militari. Durante gli anni '40 e '50 si trovava tipicamente come "vernice" nei passaruota del carrello retrattile di atterraggio sugli aerei militari statunitensi per proteggere l'alluminio dalla corrosione. Questo composto era un rivestimento utile perché è un primer anticorrosivo e antiruggine. Poiché è altamente tossico, distrugge anche la crescita organica sulla superficie. Il cromato di zinco è anche usato nelle vernici spray, nelle pitture per artisti, nei pigmenti nelle vernici e nella produzione del linoleum. Se usato come pigmento, è noto come Giallo Zinco, Giallo Primula o Giallo 36. È usato raramente in arte perché il pigmento degenera in un colore marrone; questo effetto può essere visto nel famoso dipinto di Georges Seurat Una domenica pomeriggio sull'isola della Grande-Jatte. Il degrado del giallo di zinco nel dipinto di Seurat è stato studiato a fondo e questi risultati sono stati successivamente impiegati in un ringiovanimento digitale del dipinto Lo stucco al cromato di zinco è stato utilizzato come sigillante, oltre a due O-ring, tra le sezioni del razzo a propellente solido sullo Space Shuttle Challenger. I buchi in questo mastice potrebbero aver contribuito in misura minore alla sua catastrofica perdita.

## Tossicità
Recenti studi hanno dimostrato che non solo il cromato di zinco è altamente tossico, ma è anche cancerogeno. L'esposizione al cromato di zinco può causare ulcerazione dei tessuti e cancro. Uno studio pubblicato sul British Journal of Industrial Medicine ha mostrato una correlazione significativa tra l'uso del cromato di zinco e del cromato di piombo nelle fabbriche, e il numero di casi di cancro ai polmoni sperimentati dai lavoratori. A causa della sua tossicità, l'uso del cromato di zinco è notevolmente diminuito negli ultimi anni.